# Nettario di Costantinopoli
Nettario (Tarso, ... – 17 settembre 397) è stato un arcivescovo bizantino che guidò l'arcidiocesi di Costantinopoli dal 381 fino alla sua morte, successore di San Gregorio Nazianzeno.

## Vita
Nato a Tarso in Cilicia da una famiglia nobile, era ampiamente conosciuto per il suo carattere ammirevole. Quando Gregorio Nazianzeno si dimise da arcivescovo di Costantinopoli, Nettario era pretore di Costantinopoli. Preparandosi per un viaggio a Tarso, chiamò il vescovo di Tarso, Diodoro, che stava partecipando al Primo Concilio di Costantinopoli (uno dei concili ecumenici), per chiedere se poteva prendere lettere per lui; il suo aspetto e le sue maniere colpirono Diodoro con tale forza che decise immediatamente di avanzare la sua candidatura a vescovo; accampando la scusa di doversi occupare di qualche altra attività, prese Nettario e lo portò da Melezio di Antiochia.

### Elezione
Quando l'imperatore Teodosio I volle che i vescovi del Concilio suggerissero nuovi candidati e gli riservassero il diritto di fare la scelta, il vescovo di Antiochia mise in fondo alla lista il nome di Nettario. L'imperatore, dopo aver letto l'elenco, dichiarò Nettario come sua scelta. Ciò causò un certo stupore tra i Padri conciliari che volevano sapere: chi e che cosa fosse Nettario, che era ancora solo un catecumeno. Ci fu molto stupore per la scelta inaspettata dell'imperatore, ma il popolo di Costantinopoli fu felice per la notizia, così come l'intero consiglio.
Nettario fu debitamente battezzato e i suoi abiti furono cambiati con le vesti di un vescovo della città imperiale e divenne subito presidente del Secondo Concilio Ecumenico.

### Episcopato
Nettario governò la chiesa per oltre 16 anni, e si ritiene che fosse un buon prelato. Il suo nome apre le 150 firme ai canoni del Secondo Concilio Ecumenico. Il 3 ° canone dichiara che "... il vescovo di Costantinopoli deterrà il primo posto dopo il vescovo di Roma, perché Costantinopoli è la nuova Roma".

#### Dissenso all'elezione
Purtroppo i Vescovi occidentali si opposero al risultato dell'elezione chiesero un sinodo comune tra Oriente e Occidente per sistemare la successione e così l'imperatore Teodosio, subito dopo la chiusura del secondo concilio, convocò i Vescovi imperiali in un nuovo sinodo a Costantinopoli; quasi tutti gli stessi vescovi che avevano partecipato al secondo concilio precedente furono riuniti di nuovo all'inizio dell'estate del 382. All'arrivo ricevettero una lettera dal sinodo di Milano, invitandoli a un grande consiglio generale a Roma; tuttavia i vescovi denotarono che dovevano rimanere dove si trovavano, perché non avevano fatto preparativi per un viaggio così lungo. Così, ne furono inviati tre - Siriaco, Eusebio e Prisciano - con una lettera sinodale a Papa Damaso I, l'arcivescovo Sant'Ambrogio e gli altri vescovi riuniti nel consiglio di Roma.
Il sinodo romano a cui era indirizzata questa lettera era il quinto sotto l'egida di Damaso. Non rimane alcun resoconto formale dei suoi procedimenti, né di come i suoi membri hanno trattato la questione di Nettario. Teodosio, tuttavia, mandò commissari a Roma a sostegno del suo sinodo.[1]
Nella sua 15a lettera (ai vescovi di Illiria), indicava che la chiesa di Roma aveva finalmente accettato di riconoscere sia Nettario che Flavio.

#### Eresie
Sei lettere di Nettario sono ancora presenti nella corrispondenza del suo predecessore Gregorio Nazianzeno. Nella prima esprime i suoi calorosi auguri per il suo episcopato. L'ultima è di grande importanza, esortandolo a non essere troppo liberale nel tollerare gli apollinaristi.
Nel 383 si tenne un terzo sinodo a Costantinopoli. Nonostante i decreti dei vescovi e dell'imperatore, gli ariani e gli pneumatomachi continuavano a diffondere le loro dottrine. Teodosio convocò tutte le parti della città imperiale per una grande discussione a giugno, sperando di conciliare tutte le differenze. Prima di questo aveva comunicato all'arcivescovo che tutte le questioni dovevano essere pienamente dibattute.
Dopo ciò, Nettario tornato a casa, pieno di ansia e si consultò con il vescovo novazianista Agelius, che si sentiva inadatto ad arbitrare in una tale controversia. Tuttavia aveva un lettore, Sisinnio, un filosofo e teologo, al quale riferì la controversia con gli ariani. Sisinnio suggerì che avrebbero dovuto raccogliere le testimonianze dei vecchi Padri della Chiesa sulla dottrina del Figlio, e prima chiedere ai leader delle varie fazioni se accettavano quelle fonti autorevoli o se desideravano anatemizzarle.
Sia l'arcivescovo che l'imperatore acconsentirono a questo suggerimento e quando i vescovi si incontrarono, l'imperatore chiese se rispettavano "... gli insegnanti che vivevano prima dello scisma ariano?" Confermarono di farlo e poi chiese se riconoscessero "... loro testimoni sani e affidabili della vera dottrina cristiana?".
Questa domanda tuttavia produsse divisioni e così l'imperatore ordinò a ciascuna fazione di redigere una confessione scritta della propria dottrina. Fatto ciò, i vescovi furono convocati nel palazzo imperiale, dove l'imperatore li accolse con gentilezza e si ritirò nel suo studio con le loro confessioni scritte. Teodosio tuttavia respinse e distrusse tutto tranne quello degli ortodossi, perché sentiva che gli altri avevano introdotto una divisione nella Santissima Trinità.
Dopo questo, Teodosio proibì a tutti i settari, ad eccezione dei novazianisti, di tenere servizi divini o di pubblicare le loro dottrine o di ordinare clero, sotto la minaccia di gravi sanzioni civili.

#### Eventi successivi
Nel 385 morirono la moglie dell'imperatrice Aelia Flaccilla (o Placilla) e la loro figlia Pulcheria. L'arcivescovo chiese a Gregorio di Nissa di predicare i sermoni funebri per entrambe.
Verso la fine del suo episcopato, Nettario abolì l'ufficio del penitenziario del presbitero, il cui compito sembra essere stato quello di ricevere le confessioni prima della comunione. Il suo esempio è stato seguito da quasi tutti gli altri vescovi. Il presbiterio penitenziario fu aggiunto al ruolo ecclesiastico all'epoca dello scisma novaziano, quando quel partito rifiutò di comunicare con coloro che erano caduti nella persecuzione deciana. Gradualmente ci furono meno cadute da conciliare e i suoi doveri divennero più strettamente connessi con la preparazione alla comunione. Nettario abolì l'ufficio a causa di uno scandalo che si era verificato in relazione ad esso.

### Morte
Nettario morì in carica il 17 settembre 397 (Butler dice il 27 settembre) e gli successe San Giovanni Crisostomo.

## Culto
È venerato come santo. La sua memoria ricorre l'11 ottobre.